# 만주 페스트

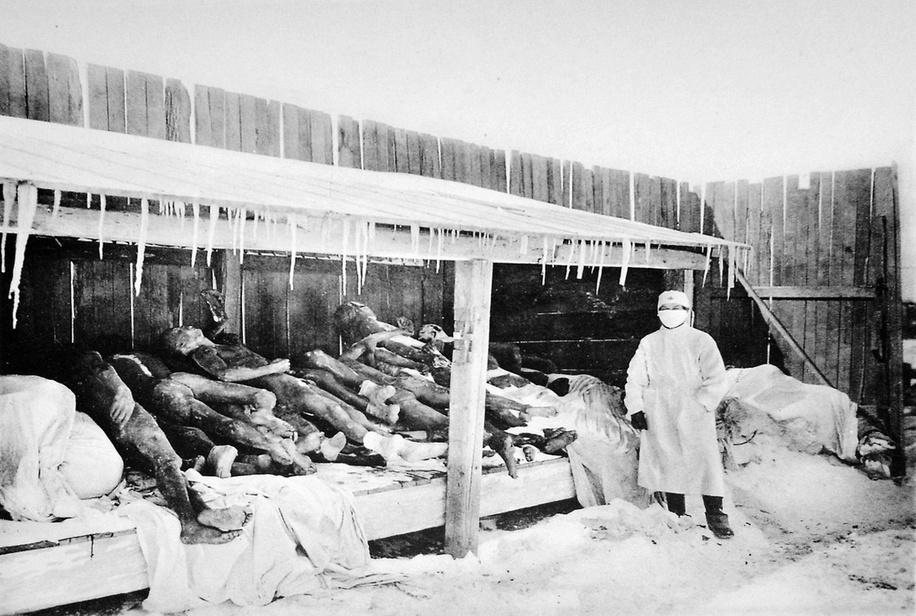
만주 페스트에 감염된 사람들

만주 페스트(중국어: 1910－1911年東北鼠疫)는 청나라 말기인 1910년 가을에서 1911년 봄 사이에 만주 지역에서 발생한 폐페스트 유행을 말한다. 69개 현으로 전파되어 어림잡아 6만명이 사망했다..

## 역사
1910년 10월경 만주에서 감염된 타르바간마멋을 사냥하다가 사람에게 전염된 것으로 보인다. 공기매개질병이며, 거의 100%의 사망률을 나타냈다. 마멋 사냥꾼들이 한겨울에 한군데 모여 지냈기 때문에 쉽게 전염되었고, 이후 춘절을 맞이하여 외지인 노동자들이 각자 고향으로 떠나면서 중국 전역에 전파되었다. 당시 만주지역에서 경제적 이해관계를 가지고 있었던 러시아와 일본은 중국 당국과 협력하여 질병의 치료를 도왔다.
효정경황후는 톈진 육군군의학교의 교감인 우롄더를 임명하여 페스트를 진압하게 하였다. 우롄더는 케임브리지 대학교를 졸업한 의사로, 중국 전역에 검역을 실시하고 천마스크의 착용을 장려했다. 1910년 12월 27일, 우롄더는 페스트 사망자의 사체를 검시하여 페스트균을 발견하였고, 이후 러시아인들이 가공한 털에서도 대량의 페스트균을 발견하였다.
1911년 1월, 효정경황후는 페스트 전염을 통제하는 기구를 베이징 셰허 의학원에 세웠으며, 전국 각지로 쥐잡는 사람들을 투입하고 환자들을 격리하였다. 또한 산해관을 폐쇄하였으며, 남만철도, 동청철도, 경진철도 역시 운행을 중단시켰다. 만주 등 동북부 지역에서는 주민에게 마스크를 널리 배포하고 외출을 통제하였으며, 병원은 환자의 병세에 따라 구역별로 나뉘어 교차 감염을 막았다. 페스트에 감염된 시체는 즉시 불태웠다.
1911년 4월에는 묵던에서 국제 전염병 회의를 소집했는데, 질병통제를 위해 다국적 과학자들로 구성된 연구팀이 구성된 역사상 최초의 사례이다.
중국 정부의 요청으로 입국한 외국인 의사들 중 많은 수가 페스트로 사망했다. 톈진제국 의과대학의 프랑스인 의사 제랄드 메니(Gérald Mesny)는 중국 당국의 마스크 착용 권고를 무시하고 환자들을 돌보다가 하얼빈에서 페스트에 걸려 사망했다. 스코틀랜드 자유연합교회의 의료 선교사인 아서 F. 잭슨은 수백명의 가난한 노동자들을 하다가 8일만에 페스트에 걸려, 이틀 후 묵던에서 26세의 젊은 나이로 사망했다.
결국 어림잡아 6만여 명이 사망했다. 창춘시, 하얼빈시, 묵던이 가장 큰 타격을 받았다. 만주에서 주로 발생하긴 했으나, 베이징이나 톈진같은 대도시에서도 발견된 사례가 있다.

## 영향

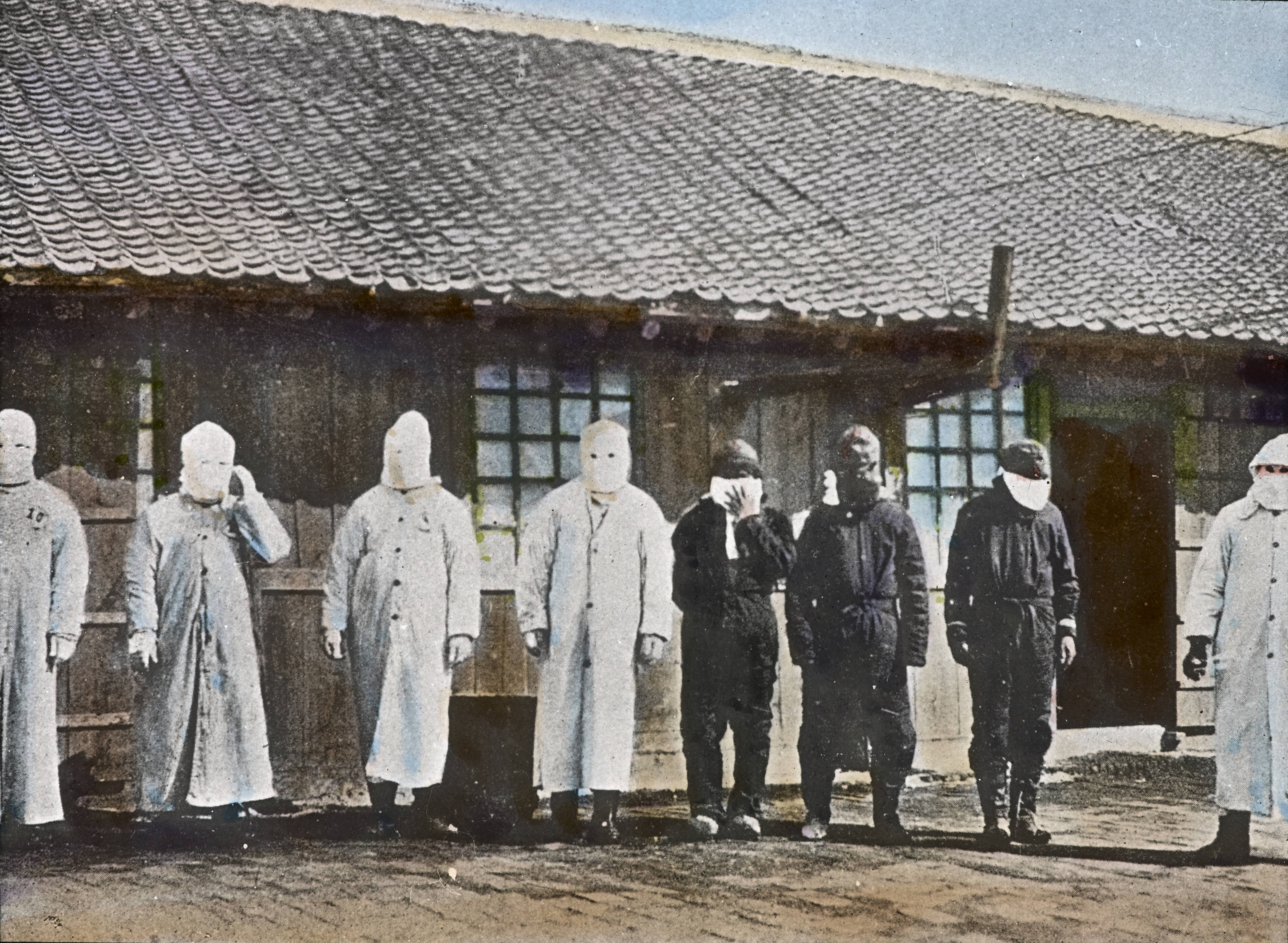
개인 보호 장비를 착용한 검역소 근로자들

다국적 의료대응의 중요성을 부각시킴으로써 향후 세계보건기구(WHO)가 출범하는데 기여한 것으로 여겨진다. 우롄더는 의사, 간호사, 환자, 접촉자 등 가능한 많은 사람들에게 천마스크를 보급하여 착용할 것을 권고하였는데, 이렇게 많은 인구에게 전염병 억제 조치가 시도된 것은 역사상 처음 있는 일이었다. 1918년의 인플루엔자 유행 당시에도 전염병 확산을 막기 위해  개인 보호 장비를 보급하는 등 유사한 조치가 취해졌다. 현대적인 방호복이 나타나는데에도 영향을 주었다. 코로나19 범유행과 비교되기도 한다.